# Lingua angaur
L'angaur è una lingua parlata ormai da meno di un centinaio di persone, è in via d'estinzione, i cui parlanti sono concentrati nello stato federato di Angaur in Palau. L'angaur è imparentato con il palauano e utilizza l'alfabeto latino per le produzioni scritte.